# WCW Thunder
WCW Thunder var en amerikansk tv-serie der blev vist fra januar 1998 til marts 2001 på TBS, og var et søstershow til WCW Monday Nitro. Serien omhandlede WCWs mange wrestlere og intrigerne mellem bl.a. WCW og nWo og senere New Blood og Millionaires Club. WCW Thunder var i perioder også kendt som WCW Wednesday Thunder og WCW Thursday Thunder da dette var ugedagene det blev sendt på. Showet blev kendt som WCWs B-show, og et halvandet års tid efter fulgte konkurrenten WWF op med deres B-show, SmackDown!.
| Sport | Spire Denne artikel om sport er en spire som bør udbygges. Du er velkommen til at hjælpe Wikipedia ved at udvide den. |